# Cretochodaeus mongolicus
Cretochodaeus mongolicus är en skalbaggsart som beskrevs av Nikolajev 1995. Cretochodaeus mongolicus ingår i släktet Cretochodaeus och familjen Ochodaeidae. Inga underarter finns listade i Catalogue of Life.